# معماری آستوریایی

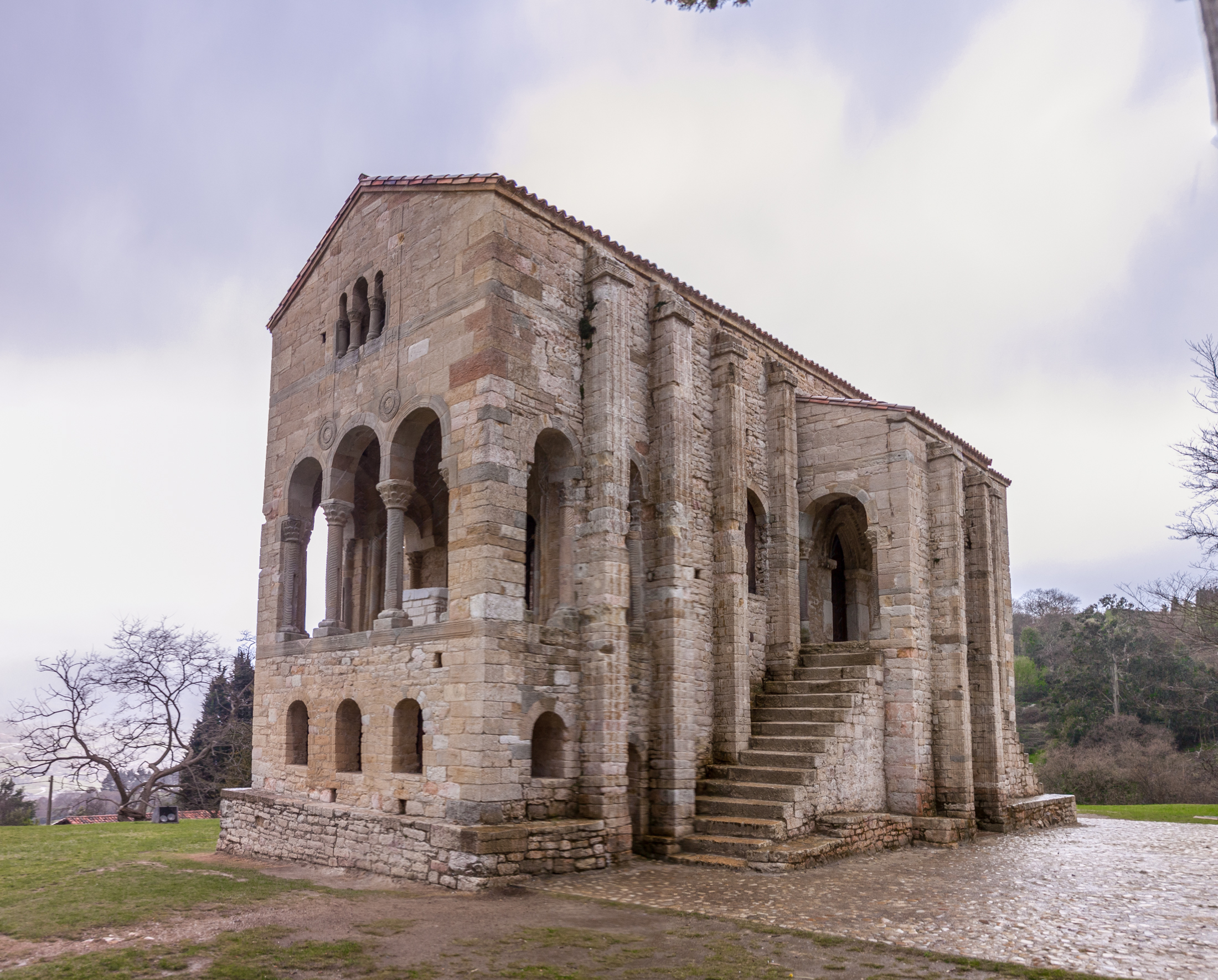
سانتا ماریا دل نارانکو

معماری آستوریایی جزوی از معماری پیشارومانیک در آستوریاس در محدوده سال‌های ۷۱۱ تا ۹۱۰ قرار می‌گیرد، دوره‌ای که مربوط به ایجاد و گسترش پادشاهی آستوریاس است.

## تاریخ
قرن پنجم، گوت‌ها، قبیله‌ای مسیحی شده از مبدأ ژرمان شرقی، پس از سقوط امپراتوری روم به شبه جزیره ایبری رسیدند و بیشتر مناطق را تحت سلطه قرار دادند و تلاش کردند نظم رومی را ادامه دهند.
در سال ۷۱۰، پادشاه ویزیگوت ویتیزا درگذشت و به جای اینکه بزرگ‌ترین پسرش، آگیلا جانشین او شود، تاج و تخت توسط دوک بایتیکا، رودریک تصاحب شد. وارث جوان برای بازپس‌گیری تاج و تخت، علاوه بر حمایت محلی، از پادشاهی مسلمان در شمال آفریقا کمک طلبید. تاریک، حاکم دمشق در طنجه، مجوز گرفت تا ارتش خود را به اسپانیا ببرد و آماده رویارویی با ارتش ویزیگوت پادشاه رودریک شود.
در ۱۹ ژوئیه ۷۱۱، نبرد گوآدالته نزدیک جبل‌الطارق صورت گرفت، جایی که حامیان وارث ویتیزا، با پشتیبانی ارتش مسلمان تاریک، پادشاه رودریک را کشتند و ارتش ویزیگوت را نابود کردند. تاریک و نیروهایش با استفاده از برتری نظامی خود، به پایتخت ویزیگوت، تولدو پیشروی کردند و تقریباً بدون مقاومت آن را تصرف کردند.
بر اساس تاریخ‌نگاری‌ها، مزدوران آستوریایی که به خاطر شجاعت و روحیه جنگجویانه خود حتی در زمان رومیان استخدام شده بودند، در کنار پادشاه رودریک جنگیدند. این جنگجویان، به همراه بقیه ارتش ویزیگوت که به عقب‌نشینی مجبور شده بودند، به کوه‌های آستوریاس پناه بردند، جایی که تلاش کردند برخی از مقدسات از کلیسای جامع تولدو، به خصوص ارک مقدس، را نجات دهند که شامل تعداد زیادی از مقدسات از اورشلیم بود.
پادشاهی آستوریاس هفت سال بعد، در سال ۷۱۸، زمانی که قبایل آستوریایی در یک مجلس جمع شده و تصمیم به انتصاب پلاگوس به عنوان رهبر خود گرفتند، به وجود آمد. شخصیت پلاگوس به‌طور نامشخص بود، زیرا برخی مورخان او را یک اشراف ویزیگوتی می‌دانستند که از فاتحان مسلمان فرار کرده بود و برخی دیگر او را اشراف محلی مرتبط با پادشاهی ویزیگوت. به هر حال، پلاگوس با قبایل محلی و ویزیگوت‌های پناهنده تحت فرمان خود متحد شد، با این نیت که نظم ویزیگوتی را به تدریج بازسازی کند، بر اساس مدل سیاسی پادشاهی تولدو.